# Irena Grzybowska

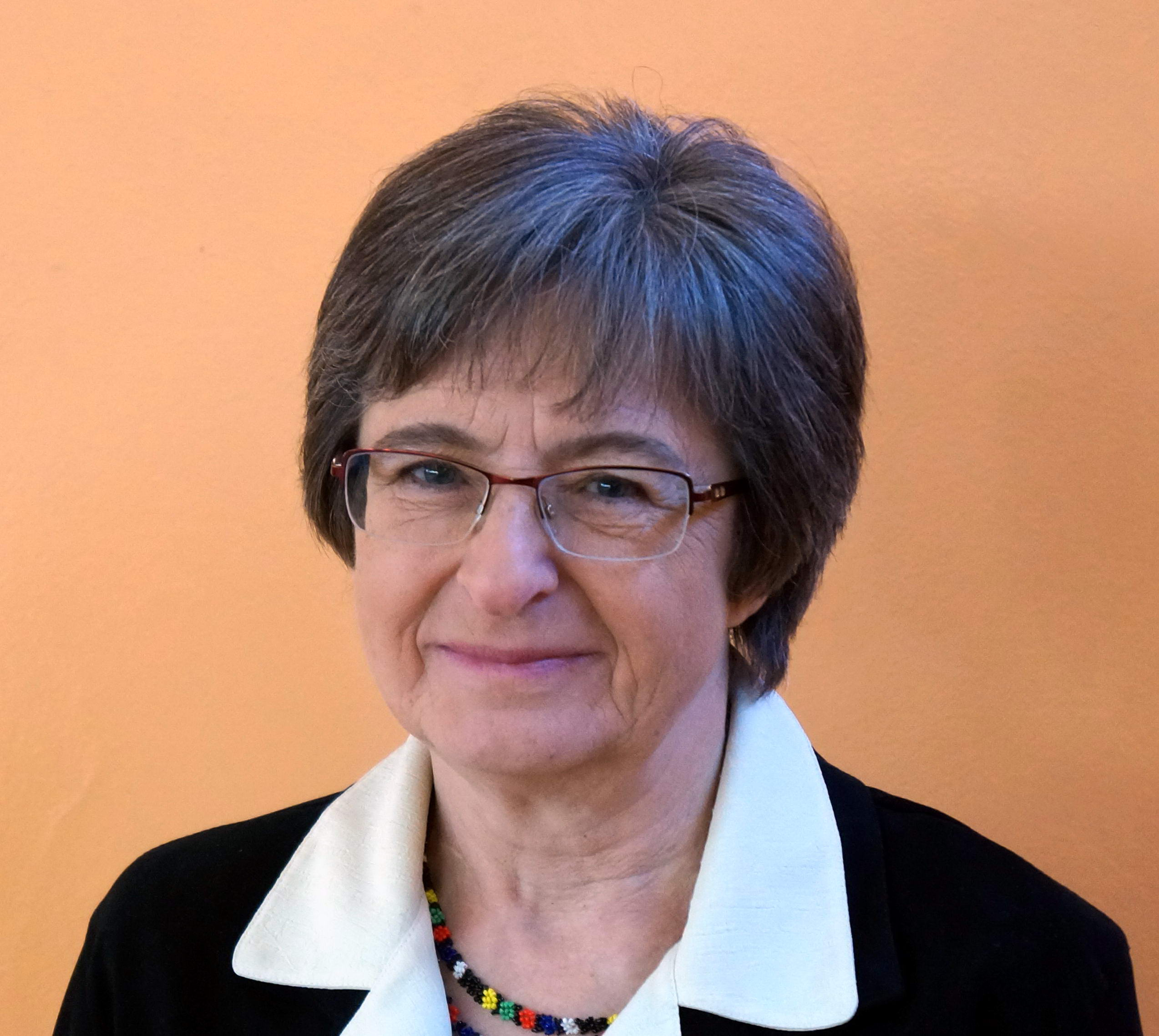
Irena Grzybowska - współzałożycielka ruchu Spotkania Małżeńskie

Irena Maria Grzybowska – współzałożycielka, wraz z mężem Jerzym, ruchu rekolekcyjnego Spotkania Małżeńskie

## Wykształcenie i praca zawodowa
Magister geografii. Studia na Uniwersytecie Warszawskim, następnie zatrudniona na Wydziale Geografii i Studiów Regionalnych UW; od 1998 r. w Instytucie Geografii i Przestrzennego Zagospodarowania PAN. Obecnie na emeryturze.

## Działalność społeczna
W stanie wojennym, w mieszkaniu państwa Grzybowskich przez kilka miesięcy znajdowała się podziemna drukarnia, w której drukowany był m.in. Tygodnik Mazowsze. W kadencji 2008-2013 r. Irena Grzybowska była członkiem Rady Duszpasterskiej przy Metropolicie Warszawskim. Od listopada 2018 Irena i Jerzy Grzybowscy są konsultorami Rady ds. Rodziny Konferencji Episkopatu Polski. W lutym 2019 Irena i Jerzy Grzybowski zostali odznaczeni przez Papieża Franciszka medalem Pro Ecclesia et Pontifice. Zostali także odznaczeni medalem "za zasługi dla Archidiecezji Warszawskiej".  

## Publikacje
- Irena i Jerzy Grzybowscy: Spotkania Małżeńskie i ich pedagogia świętości, w: Duchowość w Polsce, t.14, s.75-81, Lublin 2012;
- Irena i Jerzy Grzybowscy: Ocalić godność małżeństwa, Spotkania Małżeńskie od Syberii po Pensylwanię, w: Przyszłość ludzkości idzie przez rodzinę, pod red. Marii Ryś, Instytut Papieża Jana Pawła II, Warszawa 2013, s.323-337.